# T in the Park 2009
T in the Park 2009 war ein dreitägiges Musikfestival, das vom 10. Juli 2009 bis zum 12. Juli 2009 in Balado, Perth und Kinross, Schottland als sechzehnte Auflage von T in the Park stattfand. Mit Kings of Leon, Snow Patrol, Blur und The Killers als Headliner, war es 2009 zum ersten Mal, das es vier Headliner beim Festival gab.
Wie beim T in the Park 2008 wurde der Campingplatz bereits am Donnerstagabend geöffnet, um die Warteschlangen im Freitagsverkehr zu vermeiden. 

## Eintrittskarten
Das erste Kontingent an Frühbucherkarten wurde am 15. Juli 2008, kurz nachdem Ende des 2008er T in the Park angeboten und war innerhalb von zehn Stunden ausverkauft. Am 27. Februar 2007 wurde durch den New Musical Express bekanntgegeben, dass die Tickets für den Campingplatz ebenfalls ausverkauft waren.
Festival-Organisator Geoff Ellis gab bekannt, dass auf dem Festival mehr als 120 Künstler und Bands vor einem Publikum von 85.000 Menschen spielen würden. Am 31. Januar 2009 wurden die ersten Acts für das Festival 2009 wie Katy Perry und Bloc Party bestätigt, mit Kings of Leon und Snow Patrol wurden zu Headliner für Freitag und Sonntag erklärt. The Killers wurden als Headliner für Samstag, Blur als Joint-Headliner der letzten Nacht angekündigt. Dies war das erste Mal, dass auf dem Festival vier Bands als Headliner spielten.

## Das Festival

### In der Arena
Die Hauptbühne, die Radio 1/NME Bühne, das Tut-ench-Wah Wah Zelt, das Slam Zelt und die T-Break Bühne kamen alle wieder auf die Veranstaltung. Die Futures Bühne kam auch wieder, wurde aber in die Red Bull Bedroom Jam Futures Bühne umbenannt. Die Pet Sounds Bühne kam nicht zurück. Neu auf dem Festival war dafür die BBC Einführungs-Bühne, wo relativ neue und unbeschriebene Künstler und Bands auftraten.
Das Ceilidh-Zelt wurde auch wieder errichtet und beherbergte traditionelle schottische Musik, ebenso wie das Bacardi B-Live-Zelt mit einer Cocktail-Bar und eine Tanzfläche für elektronische Musik aufwartete.
Aufgrund seiner Popularität vom Vorjahr wurde die Healthy T Arena für das Festival erhalten, in der zahlreiche Ständen nahrhafte und gesunde Nahrungsmittel anboten, im Gegensatz zu den verschiedenen Fast-Food-Vans in der Haupt-Arena.

### Auftritte
The Horrors, die eigentlich Samstag früh spielen sollten, mussten kurzfristig absagen, weil ein Bandmitglied plötzlich erkrankte.
Am Sonntag mussten mehrere der früheren Bands ihre Zeitfenster um etwa eine Stunde ändern, um das Nicht-Erscheinen von The Game zu überbrücken. Ladyhawke musste auch ihr Set verlassen, weil sie grippeähnliche Symptome hatte und wurde beim zweiten Auftritt durch die Dundonian Band The Law ersetzt. Das Festival kam in weitere Unordnung am Abend, weil die Möglichkeit bestand, dass Blur in der letzten Minute absagen könnte, weil der Gitarrist Graham Coxon, anscheinend mit einer vermuteten Lebensmittelvergiftung im Krankenhaus war. Nach dem Gerüchte im Umlauf kamen, dass die Band nicht spielen würde, wurde nochmals um anderthalb Stunden verschoben. Als Blur dann auf der Bühne war, gaben sie bekannt, dass es das letzte Mal wäre, das siezusammespielen würden. Dies war auch der Grund dafür, das Coxon das Krankenhaus verließ, um aufzutreten.

## Programm und Mitwirkende

### Hauptbühne
| Freitag, 10. Juli                                                | Samstag, 11. Juli                                                                                          | Sonntag, 12. Juli                                                                                |
| - Kings of Leon - Franz Ferdinand - Maxïmo Park - James Morrison | - The Killers - Razorlight - The Specials - James - Paolo Nutini - Lady Gaga - Calvin Harris - Björn Again | - Blur - Snow Patrol - Elbow - Bloc Party - The Script - Seasick Steve - Squeeze - The Parsonage |

### Radio 1 / NME Bühne
| Freitag, 10. Juli                                                                 | Samstag, 11. Juli | Sonntag, 12. Juli |
| - Nick Cave und The Badgers of Mosh - Yeah Yeah Yeahs - Idlewild - The Mars Volta | - Nine Inch Nails - Jane’s Addiction - The Ting Tings - Katy Perry - White Lies - Starsailor - You Me at Six - The Horrors (abgesagt) - That Petrol Emotion | - Keane - Pendulum - Lily Allen - Doves - Eagles of Death Metal - The Game (abgesagt) - The Dykeenies - The Gaslight Anthem - In Case of Fire |

### King Tut's-ench Wah Wah Zelt
| Freitag, 10. Juli                                                      | Samstag, 11. Juli | Sonntag, 12. Juli |
| - The View - The Courteeners - Jamie T - Edwyn Collins - The Maccabees | - Manic Street Preachers - Glasvegas - Jason Mraz - Foals - Friendly Fires - The Noisettes - M83 - Iglu & Hartly - Mumford & Sons | - Pet Shop Boys - TV on the Radio - Mogwai - Peter Doherty - Regina Spektor - The Saturdays - Daniel Merriweather - Gary Go - Carolina Liar |

### Slam Zelt
| Samstag, 11. Juli | Sonntag, 12. Juli |
| - 2 Many DJs - Laurent Garnier - Green Velvet - Felix da Housecat - Slam - Mr Scruff - Beardyman - Claude VonStroke - Silicone Soul | - Jeff Mills - The Streets - Dave Clarke - Simian Mobile Disco - Tiga - Boys Noize - Ben Sims - Joris Voorn - Funk D'Void |

### Red Bull Bedroom Jam Futures Bühne
| Freitag, 10. Juli                                                                                         | Samstag, 11. Juli | Sonntag, 12. Juli |
| - Crystal Castles - The Twang - Go:Audio - Camera Obscura - Vagabond - Will and the People - Saving Aimee | - Florence and the Machine - Of Montreal - Twin Atlantic - Metronomy - Fight Like Apes - The Virgins - Dinosaur Pile-Up - The Hours - Delphic - My Passion - Lady Lykez | - The Airborne Toxic Event - Ladyhawke (abgesagt) - Jack Peñate - Patrick Wolf - Little Boots - Passion Pit - Hockey - VV Brown - General Fiasco - The Auteur - The Tunics |

### T-Break Bühne
| Freitag, 10. Juli | Samstag, 11. Juli | Sonntag, 12. Juli |
| - The Phantom Band - Pearl and the Puppets - The Temper Trap - Ming Ming and the Ching Chings - Dead Boy Robotics - Maple Leaves - Homework | - 1990s - Wallis Bird - Hip Parade - Sucioperro - Priscilla Ahn - Jill Jackson - Healthy Minds Collapse - Punch and the Apostles - Trapped in Kansas - Bronto Skylift - The French Quarter - Mike Nisbet - Gong Fei | - Tommy Reilly - We Were Promised Jetpacks - Iain Archer - The Big Pink - Cassidy - Paper Planes - Pulled Apart by Horses - My Cousin I Bid You Farewell - Brother Louis Collective - Barn Owl - Little Eskimos - Tango in the Attic - G1FT |

### BBC Einführungsbühne
| Samstag, 11. Juli | Sonntag, 12. Juli |
| - Telegraphs - Broken Records - Cathouse - Answering Machine - Young Fathers - The Locals - Unicorn Kid - The Law - My Luminaries - Lowkey - Alex Gardener | - Dananananaykroyd - Seal Cub Clubbing Club - Hitchcock - Milk Kan - Alto Elite - Decimals - Dally King - Ezra Bang & Hot Machine - The Twilight Sad - Leni Ward - Findo Gask |